# Los Endos

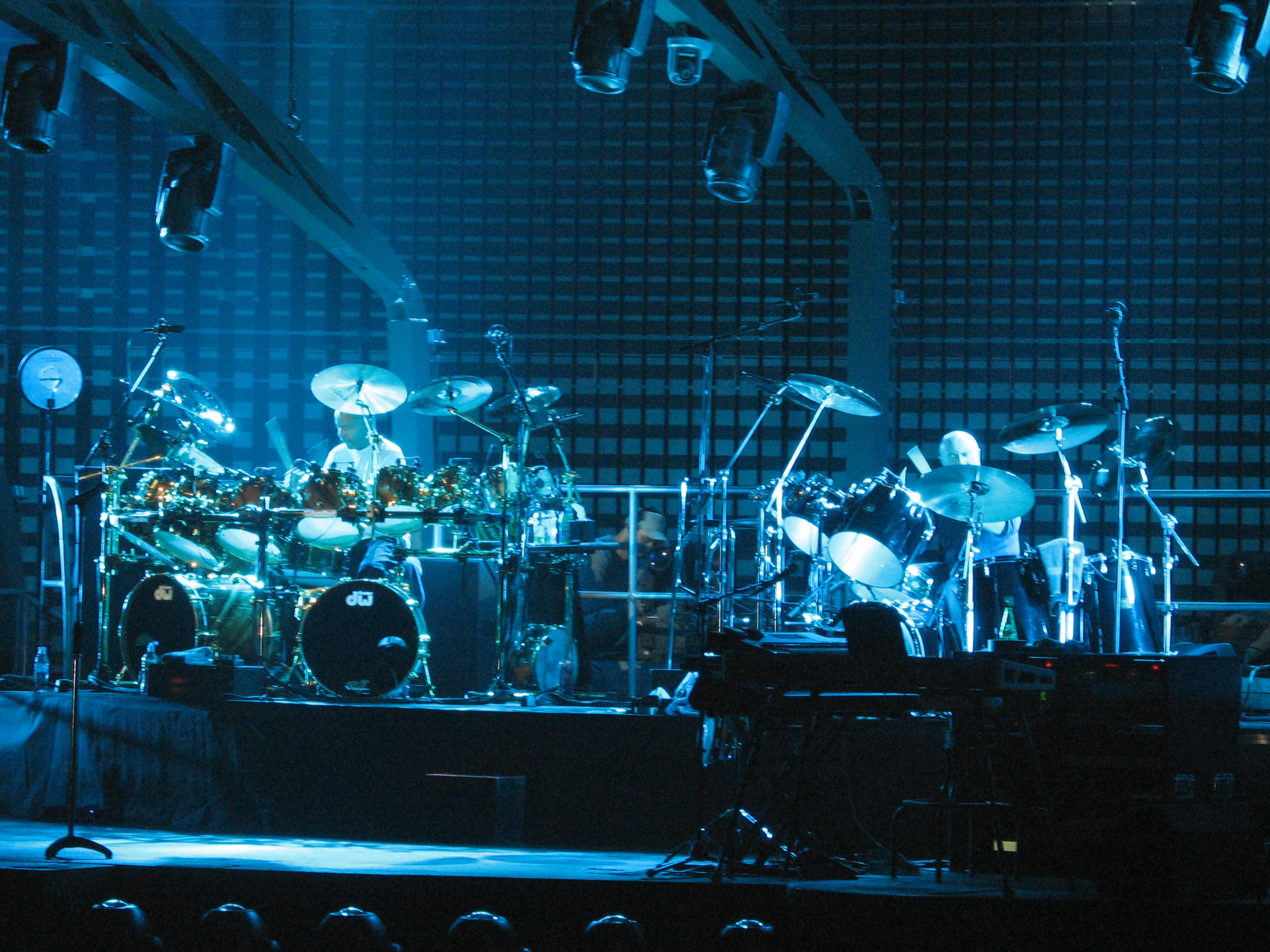
Chester Thompson und Phil Collins

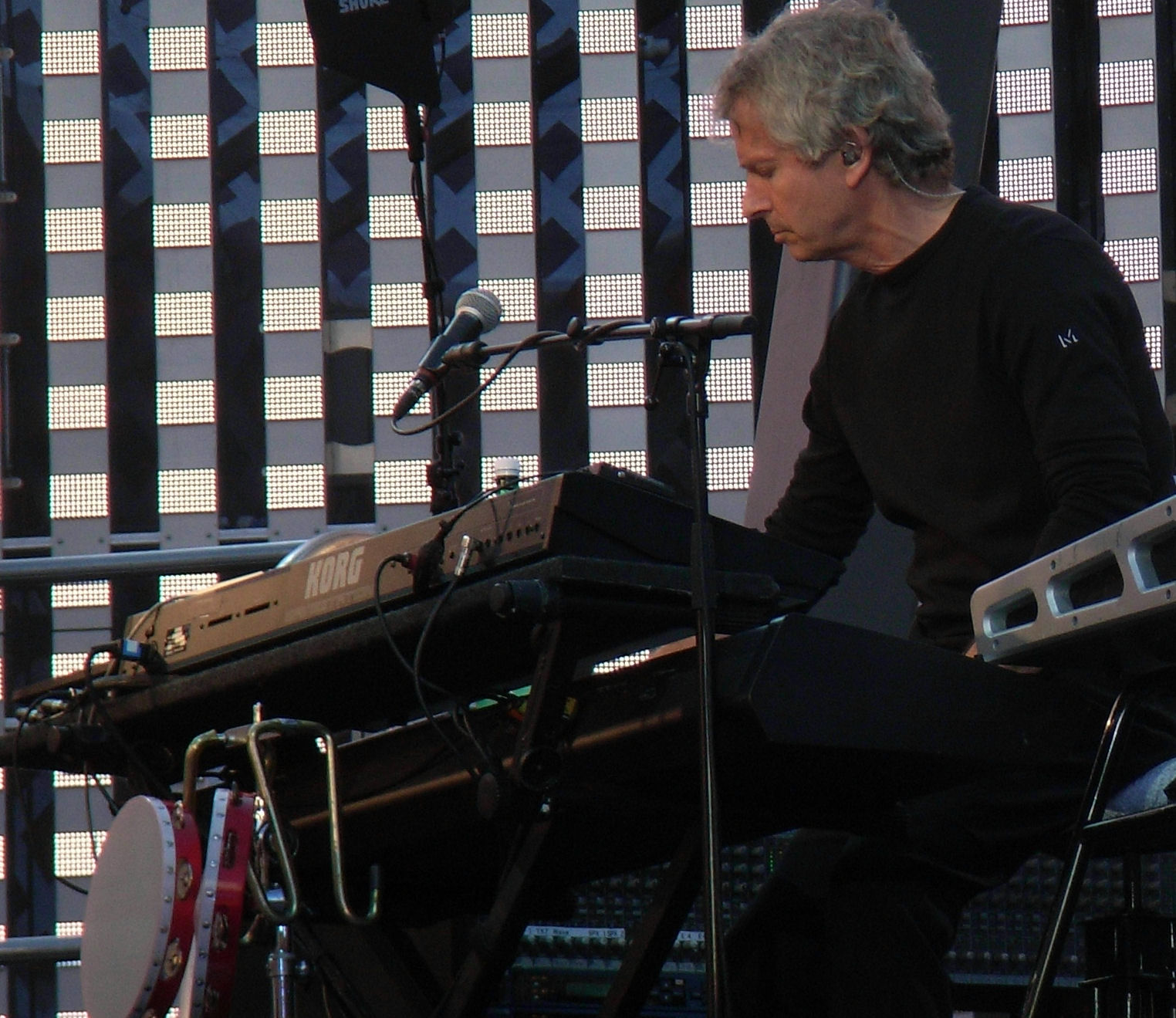
Tony Banks

Los Endos ist das instrumentale Schlussstück des Albums A Trick of the Tail von Genesis. Es wurde von der Band gemeinsam geschrieben und zitiert als Reprise zwei Melodien des Albums. 

## Hintergrund
Phil Collins entwickelte die rhythmische Grundstruktur, die stark von Promise of a Fisherman von Santanas Album Borboletta (1974) inspiriert war. Collins brachte einen lockereren Spielstil in die Band, der von seinem Nebenprojekt Brand X beeinflusst war. Tony Banks und Steve Hackett schrieben die Hauptthemen, darunter Zitate von Dance on a Volcano und Squonk.
In der Ausblendung des Songs sang Collins kaum wahrnehmbar die Zeile „There’s an angel standing in the sun… free to get back home“ aus Supper’s Ready vom Album Foxtrot, was als Hommage an den vor diesem Album ausgestiegenen Peter Gabriel gedeutet wurde. 
Der Song wurde ein Standard zum Ende eines Konzerts, als rhythmischer und melodisch-triumphaler Schlusspunkt. 
Der Song wurde live mit zwei Schlagzeugern gespielt, meist Phil Collins und Chester Thompson, meist im direkten Übergang von Drum Duett. Aufnahmen davon gibt es auf Seconds Out und Live over Europe 2007. 

## Coverversionen
2014 fügte Hackett das Lied der Wiedergabeliste seiner „Genesis Revisited II“-Tour hinzu.